# Dzungarianpasset
Dzungarian Gate är ett bergspass i Kazakstan, på gränsen till Kina. Det ligger i den östra delen av landet, 1 000 km sydost om huvudstaden Astana. Dzungarian Gate ligger 455 meter över havet.
Terrängen runt Dzungarian Gate är varierad. Runt Dzungarian Gate är det mycket glesbefolkat, med 3 invånare per kvadratkilometer. Närmaste större samhälle är Dostyq, 15,1 km söder om Dzungarian Gate. Trakten runt Dzungarian Gate består i huvudsak av gräsmarker.